# Dr. Jekyll og Mr. Hyde (person)
 For alternative betydninger, se Dr. Jekyll og Mr. Hyde (flertydig). (Se også artikler, som begynder med Dr. Jekyll og Mr. Hyde)
Dr. Henry Jekyll og Mr. Edward Hyde er to navne for den samme fiktive person fra romanen af samme navn. Dr. Jekyll kan ved hjælp af en speciel drik forvandle sig til Mr. Hyde. Jekyll/Hyde optræder som hovedperson i novellen, The Strange Case of Dr. Jekyll and Mr. Hyde fra 5. januar 1886 skrevet af Robert Louis Stevenson. Bogen er fra Skotland.

## Det hemmelighedsfulde selskab
I filmen Det hemmelighedsfulde selskab fra 2003, spilles rollen af Jason Flemyng.
Da Fantomet truer verdensfreden, skal de syv gentlemen redde verden. I starten tilkalder Mycroft Holmes kun fire: Alan Quatermain, Rodney Skinner, Kaptajn Nemo og Mina Harker. De skal hente Dorian Gray. Hos Dorian Gray slutter Tom Sawyer sig til selskabet. De seks gentlemen skal til Paris for at hente Mr. Hyde. Ombord på skibet bliver Hyde til Dr. Jekyll. Senere har Dorian Gray plantet bomber ombord på skibet. Dr. Jekyll drikker sin drik og hopper ned til pumpen. Dernede bliver han forvandlet til Hyde. Hyde redder folkene i rummet ved at bruge pumpen.
Senere hjælper Hyde med at befri fangerne. En mand drikker en hel flaske af Hydes drik og bliver dobbelt så stor som Hyde. De slås i lang tid. Kaptajn Nemo kommer og hjælper, men bliver skubbet væk. Hyde og Kaptajn Nemo flygter ind i et lille rum. Lidt efter sprænges de bomber, som Rodney Skinner har lagt. Hyde og Kaptajn Nemo undslipper.